# Agata Suszka
Agata Suszka, née le 27 septembre 1971 à Istebna, est une biathlète polonaise. 

## Carrière
Elle fait ses débuts en Coupe du monde en février 1991. En 1992, elle prend part aux Jeux olympiques d'Albertville et deux ans plus tard à ceux de Lillehammer.
Aux Championnats du monde 1996, elle intègre pour la première fois le top vingt avec une seizième place sur l'individuel. Lors de l'édition 1997 à Osrblie, ses résultats sont encore meilleurs, puis que terminant dixième du sprint, puis treizième de la poursuite.
En 1998, elle est sélectionnée pour ses troisièmes Jeux olympiques, à Nagano. En 1999, elle dispute sa dernière saison au niveau international et y remporte son unique victoire personnelle à la poursuite de l'Universiade.

## Palmarès

### Jeux olympiques
| Épreuve / Édition                | Individuel | Sprint | Relais |
| Jeux olympiques 1992 Albertville | 46e        | 46e    | 14e    |
| Jeux olympiques 1994 Lillehammer | 45e        | -      | 11e    |
| Jeux olympiques 1998 Nagano      | 42e        | 45e    | 13e    |

### Championnats du monde
| Épreuve / Édition                 | individuel                       | Sprint                           | Poursuite                        | Départ en masse                  | Relais                           | Course par équipes               |
| Mondiaux 1991 Lahti               | 32e                              | 42e                              | Épreuve inexistante à cette date | Épreuve inexistante à cette date | 11e                              | 10e                              |
| Mondiaux 1995 Antholz Anterselva  | 46e                              | -                                | Épreuve inexistante à cette date | Épreuve inexistante à cette date | 15e                              | 9e                               |
| Mondiaux 1996 Ruhpolding          | 16e                              | 24e                              | Épreuve inexistante à cette date | Épreuve inexistante à cette date | 13e                              | 11e                              |
| Mondiaux 1997 Osrblie             | 51e                              | 10e                              | 13e                              | Épreuve inexistante à cette date | 14e                              | 7e                               |
| Mondiaux 1998 Pokljuka Hochfilzen | Épreuve inexistante à cette date | Épreuve inexistante à cette date | 42e                              | Épreuve inexistante à cette date | Épreuve inexistante à cette date | 12e                              |
| Mondiaux 1999 Kontiolahti Oslo    | 40e                              | 30e                              | 37e                              | -                                | 7e                               | Épreuve inexistante à cette date |

### Coupe du monde
- Meilleur classement général : 35e en 1997.
- Meilleur résultat individuel : 10e.

#### Classements annuels
| Année | Classement général final |
| 1996  | 56e                      |
| 1997  | 35e                      |
| 1998  | 48e                      |
| 1999  | 65e                      |